# Station Millas
Station Millas is een spoorwegstation in de Franse gemeente Millas. Het wordt bediend door treinen van de TER Occitanie.